# كريستينا غريغ
كريستينا غريغ (بالإنجليزية: Christina Gregg)‏ هي فلاحة نيوزيلندية، ولدت في 1814، وتوفيت في 17 نوفمبر 1882.